# Bydgosko-Toruński Okręg Przemysłowy
Bydgosko-Toruński Okręg Przemysłowy – okręg przemysłowy w północno-zachodniej Polsce, centralnej części województwa kujawsko-pomorskiego. 

## Obszar
Ramy jego obszaru są zbliżone do granic kształtującej się aglomeracji bydgosko-toruńskiej.
Obejmuje dwa duże ośrodki: Bydgoszcz, Toruń oraz szereg mniejszych: Inowrocław, Solec Kujawski, Barcin, Janikowo.

## Gałęzie przemysłu
Ośrodek ten jest głównie wyspecjalizowany w przemyśle chemicznym. 
- zakłady związków organicznych ("Zachem") w Bydgoszczy
- zakłady produkcji włókien sztucznych (Toruń)
- zakłady sodowe (Inowrocław, Janikowo)
- cementownia Lafarge (Barcin, Wapienno)

Wyżej wymienione zakłady skupiają prawie 18% ogólnego zatrudnienia okręgu w przemyśle uspołecznionym.
Poza tym dobrze rozwinięte są przemysły: elektromaszynowy (elektrotechniczny i środków transportu), lekki (włókienniczy, obuwniczy) spożywczy (mięsny, cukrowniczy i owocowo-warzywny) oraz drzewno-papierniczy.